# リバティ大学
リバティ大学（英語: Liberty University）はアメリカ合衆国バージニア州リンチバーグにあるキリスト教福音主義の私立大学。
キリスト教福音主義の大学では学生数において世界最大であったが、2015年にはフェニックスにあるグランドキャニオン大学にその座を譲ったとされている。2017年時点で、リンチバーグキャンパスだけで1万5千人以上、通信課程を含めると約11万人の学生が在籍する。
医学部、ロー・スクールを含む17の学部・大学院から構成されている。また、スポーツチームはNCAAディビジョンIに所属し、チーム名はリバティ・フレームスである。
保守的なキリスト教のオリエンテーションがあり、学部生には最低3つの聖書研究講座の受講が課せられている。「リバティ・ウェイ」と呼ばれる倫理規定（Honor Code）が存在し、婚前交渉の禁止などが謳われている。「宗教右派の牙城」と呼ばれるように、この大学は共和党に対して重要な役割を担っている。

## 歴史
1971年、ジェリー・ファルエルらによってリンチバーグ・バプテスト・カレッジとして創設。ファルエルが初代学長に就任した。1977年にはリバティ・バプテスト・カレッジに、そして1985年に現名称に改名した。大学名がリンチバーグ（Lynchburg）からリバティ（Liberty）に変更になったのは、リンチバーグという地名がリンチ（Lynching）と類似しており、混同されるのを避けるためであった。同大学の免税措置は1987年からアメリカ合衆国内国歳入庁によって実行されている。初代学長ファルエルが2007年に死亡して後は、息子のジェリー・ファルエル・ジュニア学長に就任した。
1999年以降はバージニア州の南バプテスト教会連盟と非公式に協力しており、2名が同大学の評議員に就任している。
建学当初は多額の寄付を集め、経済力は潤沢であった。しかし、1990年代には莫大な負債を抱え、南部大学協会から複数回の警告を受けた。例えば、1990年時点では1億1,000万ドル、1996年時点でも4,000万ドルの負債を抱えていた。2017年時点での寄附金は10億ドル、総資産は20億ドル以上である。
1985年からはVHSを使用して通信過程を開始。これが現在のオンラインコースに繋がっている。同大学は高速インターネットが普及した2005年ごろからオンラインコースの提供を始めた。
リバティ大学の運営は評議員会によってなされている。評議員会の構成人数は29名で、学長ジェリー・ファルエル・ジュニアやその兄弟ジョナサン・ファルエルなどが含まれている。
2019年11月にはシンクタンクのフェルカーク・センター・フォー・フェイス・アンド・リバティを設置した。
2020年の春、新型コロナウイルス感染症の流行を受けたにもかかわらず、その後も同大学は学生がキャンパスに戻ることを許可した。これはその他多数の大学の対応の逆を行っており、市長も反対を表明した。

## キャンパス

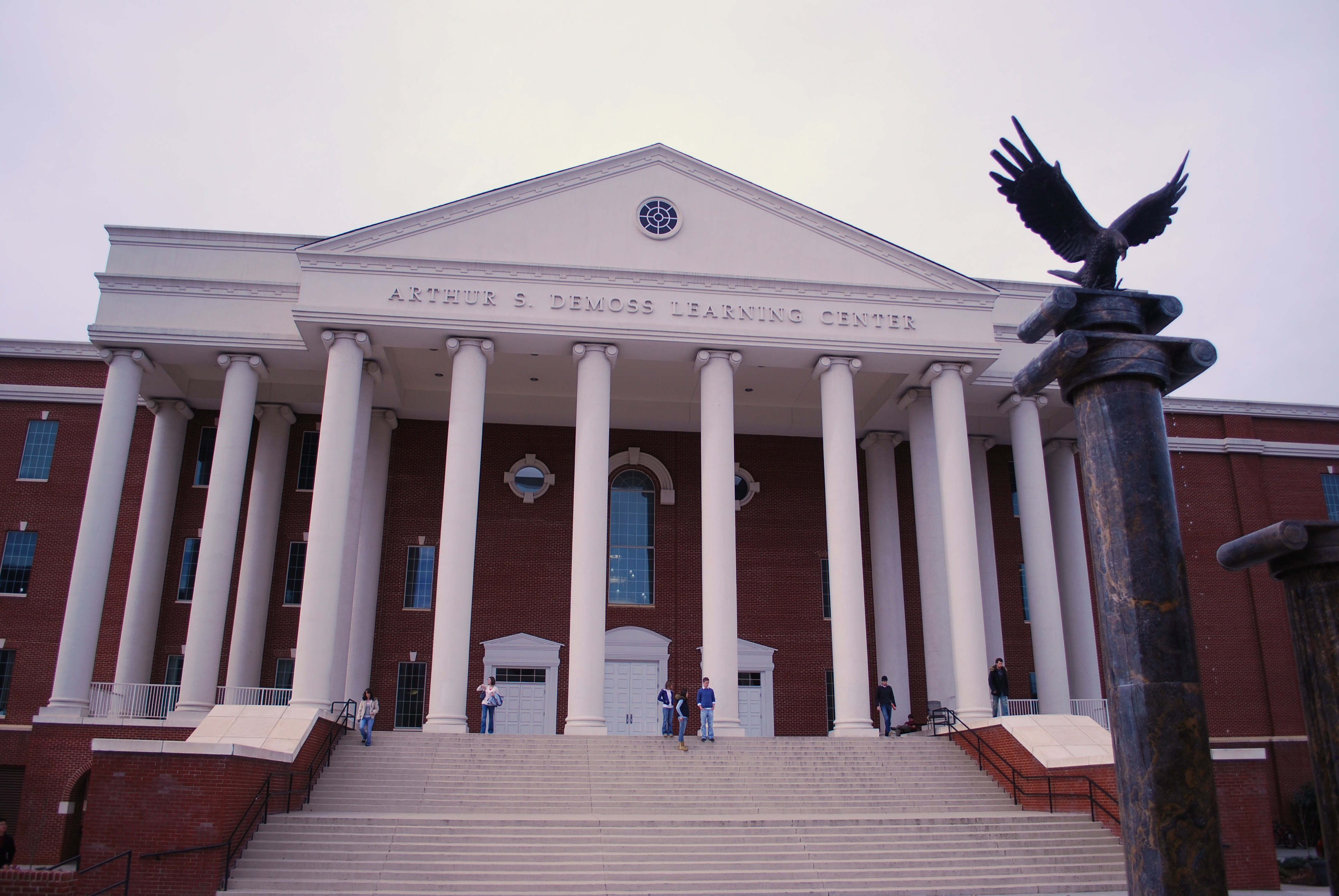
デモス・ラーニング・センター

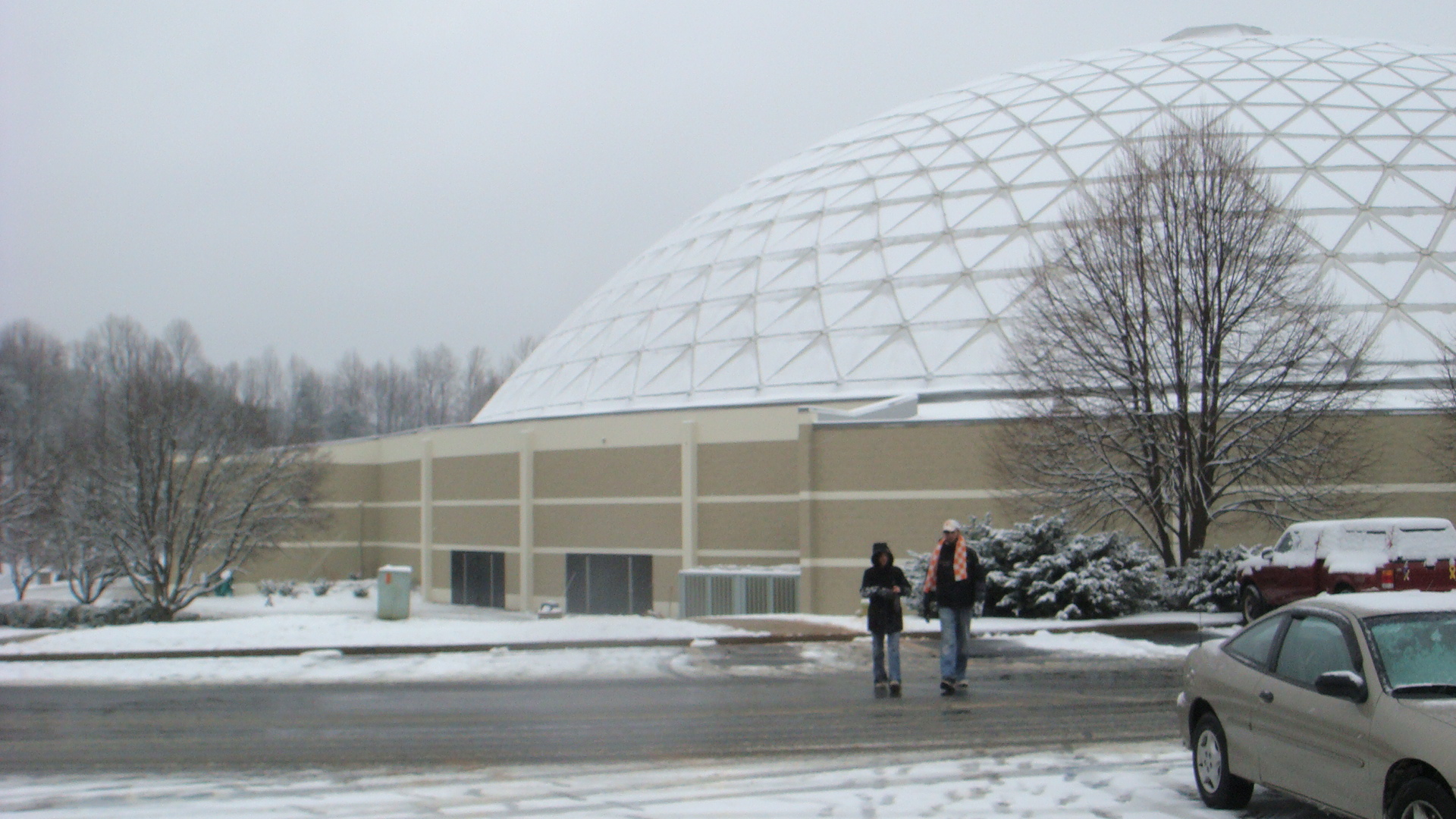

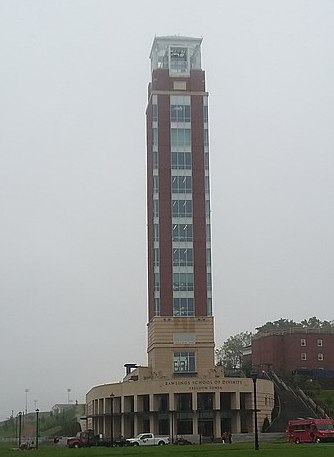
2018年2月に竣工したローリングズ神学大学院フリーダムセンター。高さは275フィートあり、リンチバーグ市で最も高い建造物である。

2018年2月に完成した17階建のフリーダムタワーは高さが275フィートあり、リンチバーグ市内で最も高い建物である。また、最上段には自由の鐘のレプリカを含む25口の鐘から構成されたカリヨンが設置されている。
同大学は、バージニア州のミス・コンテスト（ミス・バージニア）を運営しており、優勝者はミス・アメリカへの出場権を得る。

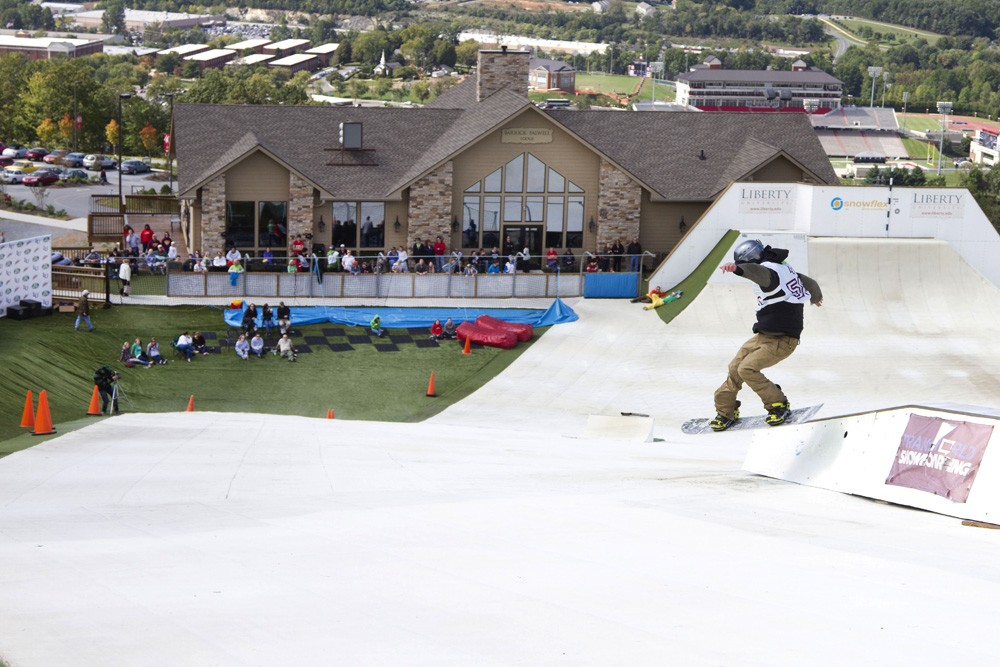
リバティ人工スキー場

2009年8月に完成したリバティ人工スキー場は初心者コースから上級者コースまで用意されている。
2013年の春には、乗馬センターの隣に天文台が完成。定員20名の教室を併設している。この天文台には、直径51センチのRCオプティカル・システムズ製の高精度リッチー・クレチアン式望遠鏡（研究用）が1台、直径8インチのセレストロン製シュミットカセグレン式望遠鏡が複数台設置されている。この天文台は授業、研究用だけでなく、市民にも臨時で開放される。
2016年12月、リバティ大学は射撃練習場の建設を発表した。その目的は、学生が銃乱射事件に巻き込まれた際に自衛することができるようにということである。

### 図書館・博物館

#### ジェリー・ファルエル図書館
ジェリー・ファルエル図書館は、2014年1月に開館した4階建、総面積17万平方フィートの大学図書館。この図書館ではロボットの支援を受けた自動書庫システムを導入しており、第1書庫に25万点、第2書庫に17万点の資料を所蔵している。これにより、巨大書庫から受付まで資料を自動で送ることができる。また、パソコンも150台設置されている。その他、グループ学習室、ホワイトボード、バルコニー、テラス、屋上庭園などが設置されている。
エントランスホールには、24フィートの巨大メディアフォールが設置されている。このメディアウォールにはKinect3台が接続されており、図書館を訪れた人が画面をスクロールしてニュースや大学のイベントについて知ることができる。この図書館の建設には5千万ドルが投じられているが、大学はさらに総額5億ドルの拡張計画を有している。

#### 全米南北戦争チャプレン博物館
全米南北戦争チャプレン博物館（通称チャプレン・ミュージアム）は、南北戦争におけるチャプレンやその活動についての史料が保管されている全米唯一の博物館。「公衆に対して南北戦争における従軍牧師、神父、ラビの役割を伝え、戦時中における宗教観、倫理観の普及方法の研究を推進すること。宗教的な史料を保存し、政治家や軍人の人生における宗教の影響を示すこと。」を使命として掲げている。この博物館は大学構内のデモス・ラーニング・センターに間借りして設置されており、その面積は1万平方フィート。50席の映像シアターや展示室、図書館、書店なども併設されている。
この博物館には、プロテスタントだけでなくカトリック教会やユダヤ教（アフリカ系を含む）、そして北軍、南軍双方のチャプレンの史料や公式文書が保管されている。また、以下項目についての特集コーナーが常設されている。
- 米国慰問協会、赤十字社の活動の先駆けとなったアメリカ合衆国クリスチャン委員会の役割について[37]
- 北南両軍それぞれにおける政治家、軍人、民衆と宗教との関係性について[38]

#### カーター・グラス邸
1923年に建築されたカーター・グラス邸は、連邦上院議員カーター・グラスの旧邸宅。彼は新聞の編集者であり、アフリカ系アメリカ人に対する差別を推進していた。その一方、ウッドロウ・ウィルソン政権下での第47代財務長官を務め、フランクリン・ルーズベルト政権時代には上院予算委員会委員長を務めた。
モントビューという名で知られており、アメリカ合衆国国家歴史登録財、バージニア州ランドマーク登録財に登録されている。敷地面積は1.7-エーカー (0.69 ha)で、中2階付きの1階建の母屋がある。また、石英でできた高さ18-インチ (46 cm)の壁が建てられており、建物自体は灰色の腰折れ屋根に覆われている。
この建物は1970年代後半にリバティ大学が購入し、大学の創設者ジェリー・ファルエルの執務室、大学事務局本部として使用された。ファルエルは2007年5月15日にこの執務室のデスクで息を引き取った。このほかにも、複数の理由でカーター・グラス邸はその価値が評価されている。例えば、その執務室が邸宅建設以降変更を加えられていないこと、ファルエルとその妻が邸宅敷地内に埋葬されており、大学を見下ろす地点に記念碑が設置されていることなどである。この邸宅は現在は観光地となっており、ファルエルの執務室が展示されているが、中2階は同大学のゲストルームとして使用するために改装されている。

## 教育

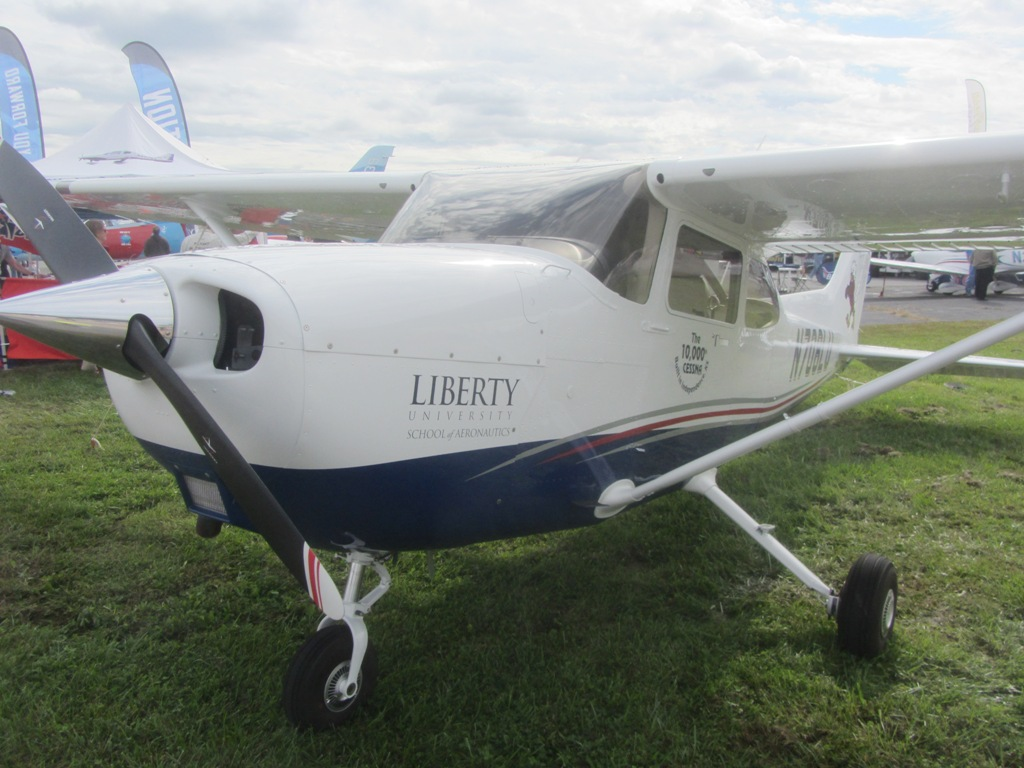
リバティ大学航空学スクールの保有するセスナ172

2017年現在、リバティ大学は合計550以上のプログラムを提供している（キャンパスで366件、オンラインコースで289件）。また、修士プログラムが144件、博士プログラムが4件キャンパス内で提供されている。米国の大学別分類（カーネギー分類）では、最新の研究がなされる博士研究機関とされている。また、国家安全保障局（NSA）、国土安全保障省（DHS）からは、サイバーセキュリティ教育機関に指定されている。

### 人文・科学（College of Arts and Sciences）
人文科学は8部門に分かれており、準学士（2年）課程からPh.D.まで提供されている。また、若い地球説に基づく「創造科学」の授業も実施されている（なお、創造科学は疑似科学と考えられている）。

### オステオパシー医療（College of Osteopathic Medicine）
2014年8月に開設されたオステオパシー医療に関するカレッジ。開設にあたり、バージニア州タバコ委員会から1,200万ドルの助成金を受けた。
2015年7月にはリバティ・マウンテン・メディカル・グループLLCを設立し、リンチバーグ都市圏で初期医療を提供している。
2018年には、アメリカ・オステオパシー・カレッジ認証委員会から1度目の認証を受けた。また同年、運動器治療に焦点を当てた専門実習プログラムを発表した。

### 政治（Helms School of Government）
政治学では、刑事裁判や政治学、公共政策、国際関係などを学ぶ。学士課程と修士課程が提供されている。

### 神学（Rawlings School of Divinity）
1973年に創設された神学スクール。現在では学士課程44コース、修士課程44コース、博士課程14コースが提供されている。多くのプログラムはキャンパスでのみ実施されているが、オンラインコースも存在する。2018年にはフリーダム・タワーを竣工させた。

### 航空学（School of Aeronatics）
パイロットから無人航空機操縦まで、航空学に関する学士課程11コースが設置され、既に1,200名を越す卒業生を世界中に輩出している。また、パイロット不足に悩む複数の航空会社（アメリカン・イーグル、ピードモント・エアラインズなど）と提携している。また、同スクールのフライトチームは2017年、2018年と連続で全米大学間航空協会（NIFA）が開催する安全性に関するコンテストで優勝している。また、3年間アメリカン航空安全賞も受賞している。

### 行動科学（School of Behavioral Sciences）
行動科学は、在宅ケア・カウンセリング、カウンセラー養成・家族研究、心理学、ソーシャルワークの4部門に分かれている。同スクールの合格率は38％。学部長はケニオン・C・ナップ。部門ごとのコース数は以下の通り。
| 部門名                     | 準学士課程 | 学士課程 | 修士課程 | 博士課程 |
| -------------------------- | ---------- | -------- | -------- | -------- |
| 在宅ケア・カウンセリング   | -          | -        | 28       | 4        |
| カウンセラー養成・家族研究 | -          | -        | 5        | 1        |
| 心理学                     | 2          | 14       | 6        | 6        |
| ソーシャルワーク           | -          | 1        | -        | -        |

### ビジネス（School of Business）
ビジネス・スクールでは、学士課程46コース、修士課程67コース、博士課程14コースを提供している。ビジネススクール及びプログラム認証委員会（ACBSP）から認証済み。2019年夏段階では、総面積7万8千平方フィートの新棟が完成間近である。

### コミュニケーション・芸術（School of Communication & the Arts）
コミュニケーション・芸術は映画芸術、デジタルメディア・ジャーナリズム、戦略的・個人的コミュニケーション、音楽・デジタルアート、舞台芸術の5部門で構成され、オンラインコースを含めると1万2千人以上の学生が在籍している。

#### ザキ・ゴードン映画芸術センター（ZGCAC）
ザキ・ゴードン映画芸術センター（Zaki Gordon Cinematic Arts Center）は、コミュニケーション・芸術スクール内の機関で、2018年春には外部の映画スタジオと協力してドナルド・トランプに注目した映画The Trump Prophecyを制作した。

### 教育学（School of Education）
4,441名の学生が在籍している。

### 工学（School of Engineering）
計算機工学、電子工学、産業工学、機械工学の4部門で構成される。2017年には、ベッドフォードに先端工学研究センターを設立。

### 法学（School of Law）
ロー・スクール（School of Law）の法曹就職率（卒業後9ヶ月以内）は82％。2010年以降は、アメリカ法曹協会から認証を受けている。また、2019年2月の州司法試験合格率は100%であり、バージニア大学と並んで同率首位であった。

#### 法学・政治学センター
2017年、リバティ大学は法学・政治学センター（Center for Law and Government）の新設を発表した。これは、共和党所属の元州議会議員ロバート・ハートによるものであり、ジェシー・ヘルムズ政治スクールと、ロー・スクールとの共同設置となる。

### 音楽（School of Music）
商業音楽や教会音楽（ワーシップ・ミュージックを含む）に関するセンターと、音楽教育や演奏家を目指すセンターに分かれている。学士課程32コース、修士課程15コース、博士課程1コースが用意されている。

### 応用研究・学術的成功（College of Applied Studies and Academic Success）
応用研究・学術的成功に関しては、学生に対してのメンタリングやカウンセリングを実施している。

#### 職業教育プログラム
準学士課程15コースに加えて、リバティ大学では職業教育（大工、電気系、セントラルヒーティング、通風、空調（工学）、配管、溶接など）も実施している。

### リバティ大学オンライン（Liberty University Online）
リバティ大学オンライン（LUO）は、大学が運営するオンラインプログラム。学士課程から博士課程までを提供している。

### ランキング
リバティ大学はUSニューズ&ワールド・レポートが実施する全米総合大学ランキングで、293-381位に位置付けられた。また、フォーブズが実施する全米トップ大学リストでは総合評価585-650位、研究型大学231位、私立大学371位、南部136位となった。また、「フォーブズ財政評価」ではB+を付けられている。
また、USニューズによると、2018年秋では学部生の入学者数が全米トップ10、オンラインコースの受講生を含めると全米トップとなった。
2018年における卒業率は40％。また、寄付金額は15億9千万ドルであり、全米68位に位置する。
リバティ大学はニッチをはじめとする複数の出版社から「全米で最も保守的な大学」という評価を受けている。一方で、ニッチのランキングではオンライン・カレッジ部門1位、カレッジ・キャンパス部門6位という評価も与えられている。キャンパスは総面積7,000エーカー以上で、全米でキャンパスが最も大きい大学トップ10に含まれる。

## 学生生活

### 学生データ
全米50州全てに加え、世界86カ国から学生が入学している。寮に住む学生の男女比は46%：54%、オンラインコースの男女比は4：6。通学する学生数は1万5千人で、オンラインコースを含むと3万人以上の軍人、850人以上の留学生が参加している。
多様性ランキングでは、全体的な多様性で2,475校中174位、年齢の多様性では3,012校中94位、出身地の多様性で2,525校中82位である。
2010年時点では、リバティ大学は世界最大の福音主義クリスチャン大学、2013年時点で全米最大の非営利大学であった。また、オンラインコースを含めると、リバティ大学は全米の4年制大学としては第7位の規模を誇り、バージニア州では最大の大学である。
- 学生の人種別割合

- - オンラインコースを除く学生全体[122]
    - 白人：70%
    - 不明：15%
    - ヒスパニック・ラテン系：5%
    - 黒人：5%
    - 混血：2%
    - アジア人：2%
    - インディアン・アラスカ先住民：5%

  - オンラインコースを含む学生全体[123]
    - 白人：51.0%
    - 不明：26.5%
    - 黒人：15.4%
    - 混血：2.3%
    - ヒスパニック・ラテン系：1.7%
    - 移民：1.4%
    - アジア人：0.9%
    - インディアン・アラスカ先住民：0.6%
    - ハワイ先住民・太平洋諸島系：0.2%

#### LGBTに対する姿勢
キリスト教信仰に基づくリバティ大学倫理規定（Honor Code）には、聖書に定められた男性と女性の結婚以外のいかなる性的関係も認められないと記載されている。これに対し、学生たちは同大学がLGBTの学生を歓迎していないとして批判している。大学におけるLGBTの権利向上のために活動するキャンパス・プライドは、リバティ大学をLGBTにとって最悪の大学と評している。これに対して学長のファルウェル・ジュニアは、リバティ大学が反LGBT的な偏見を持っていないと述べ、さらに同学に在籍するゲイの学生には大学を擁護する者もいる。
2015年、リバティ大学は同性の配偶者を持つ軍人学生に対し、授業料の減免を拒否した。また、2016年にはLGBTの内容を削除した特製の教科書を心理学の授業で使用していると報道された。
同学の多様性・平等・統合事務所は、全ての学生を歓迎すると述べている。

### 倫理規定（Honor code）
リバティ大学の倫理規定では、婚前交渉、一人で異性の家に訪れること、飲酒・喫煙が禁止されている。
2015年改正ではR指定の映画観賞、M指定のビデオゲームのプレイが認められ、2017年の門限改正では20歳以上の学生の門限が撤廃された。
しかし、2018年には、学生会から提案されたキャンパス外での飲酒・喫煙と「冒涜的な言葉」の使用を許可する改正案が否決されている。

### 集会

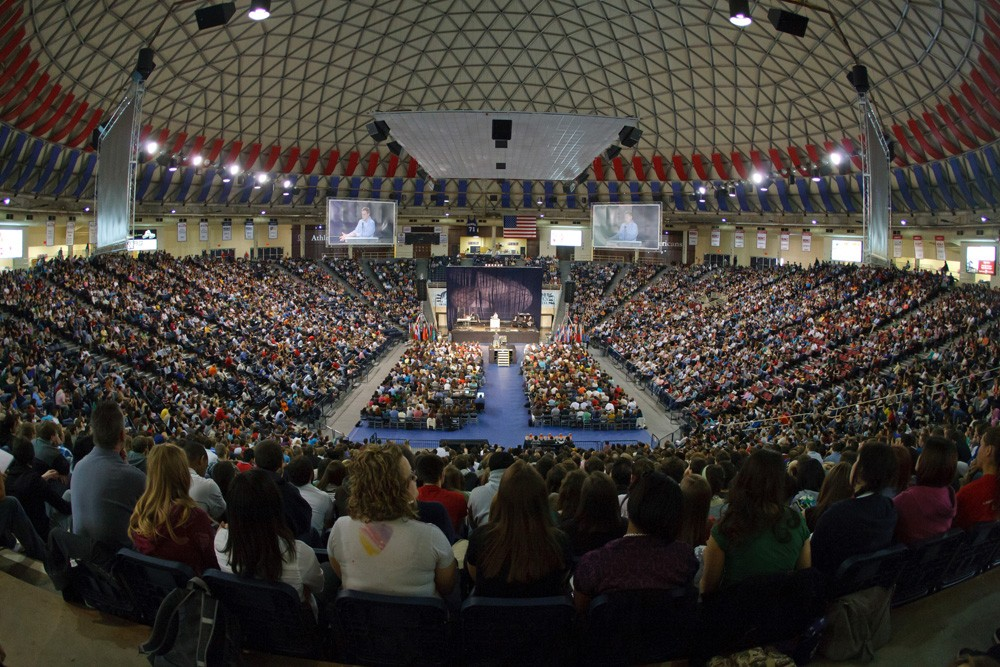
ヴァインズ・センターでの集会風景

リバティ大学の集会はアメリカにおけるクリスチャン学生界では最大の週次集会であり、多数の著名人がスピーカーとして招待されている。寮生活をする学生は少なくとも2週間に1回はヴァインズ・センターで開催される集会に参加しなければならない。ただし、セメスター毎に1回のみ、理由なしでの欠席が認められている。

### クラブ活動

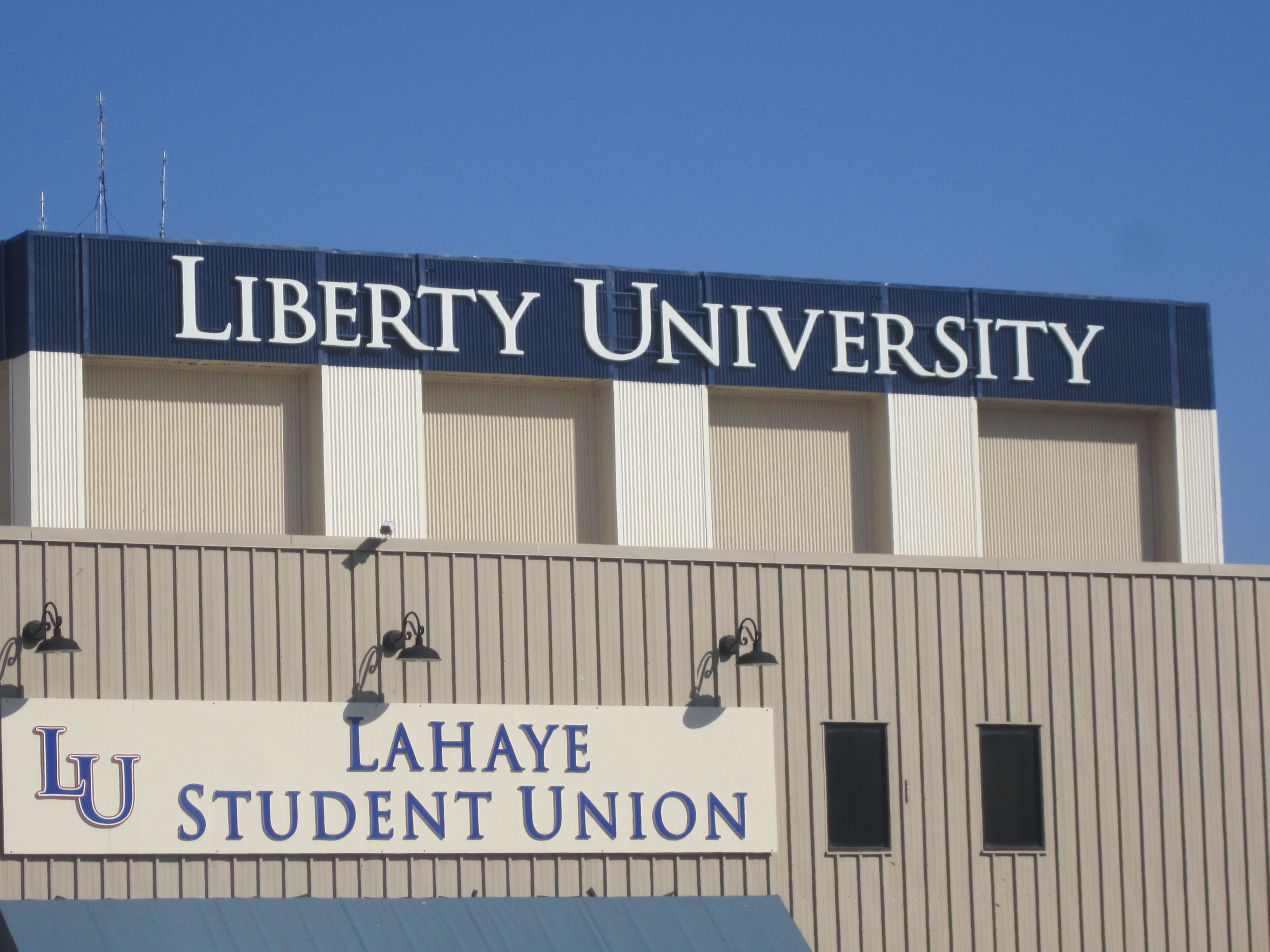
リバティ大学ラヘイ学生組合棟

リバティ大学のウェブサイトによると、100以上のクラブ活動がキャンパス内で行われている。

### スピーチ・ディベート活動
リバティ大学大学間政策ディベートプログラムは、全米ディベートトーナメントでディビジョン優勝を複数回果たしている（2006年、2007年、2009年、2010年、2011年）。この全体的なランキングでは、代表戦、副代表戦、新人戦が含まれる。代表戦順位は、2005年では20位であったがその後順調に順位を伸ばし、2011年には4位となった。
2016年まで、州高校リーグ主催のバージニア州ディベート選手権（VHSL）の会場としてキャンパスを提供していた。しかし、2015年に発生したサンバーナーディーノ銃乱射事件以後にファルエル学長が述べた言及が論争を呼び、リバティ大学が高校イベントを開催するのに適切かどうかについて、多くの高校生、教師、ディベート指導者、父兄が疑念を抱いた。実際に複数のチームが2016年大会への不参加を決定した。さらに、事務局は「ハラスメントや脅迫、精神的苦痛のない環境」を確保するために2017年以降会場として使用しないことを決定した。
2017年、リバティ大学ディーベートチームは3つのディベート大会（ADA、CEDA、NDT）でトップの座についた。1年間で同時に3つの大会でトップとなるのは史上初である。さらに、CEDAでは8年間トップの座についており、これは大会記録となっている。
同年、同学の学生新聞「チャンピオン」の前編集者であるウィル・ユンは彼の経験をワシントン・ポストで述べ、就任した最初の週に大学の事故記録簿を入手しようとして非難されたこと、事務局が頻繁に学生編集者の決定が覆したことなどを明らかにした。さらに、2016年以降「ファルエルらが導入した思想統制システムがリバティ大学の学生生活全てに浸透している。」と述べた。いくつかの文献によると、ユンは大学が学生のパソコンにスパイウェアを導入していると信じている。大学のやり方に不満を持った学生ジャーナリストたちは独立紙「リンチバーグ・トーチ」を立ち上げた。

## スポーツ

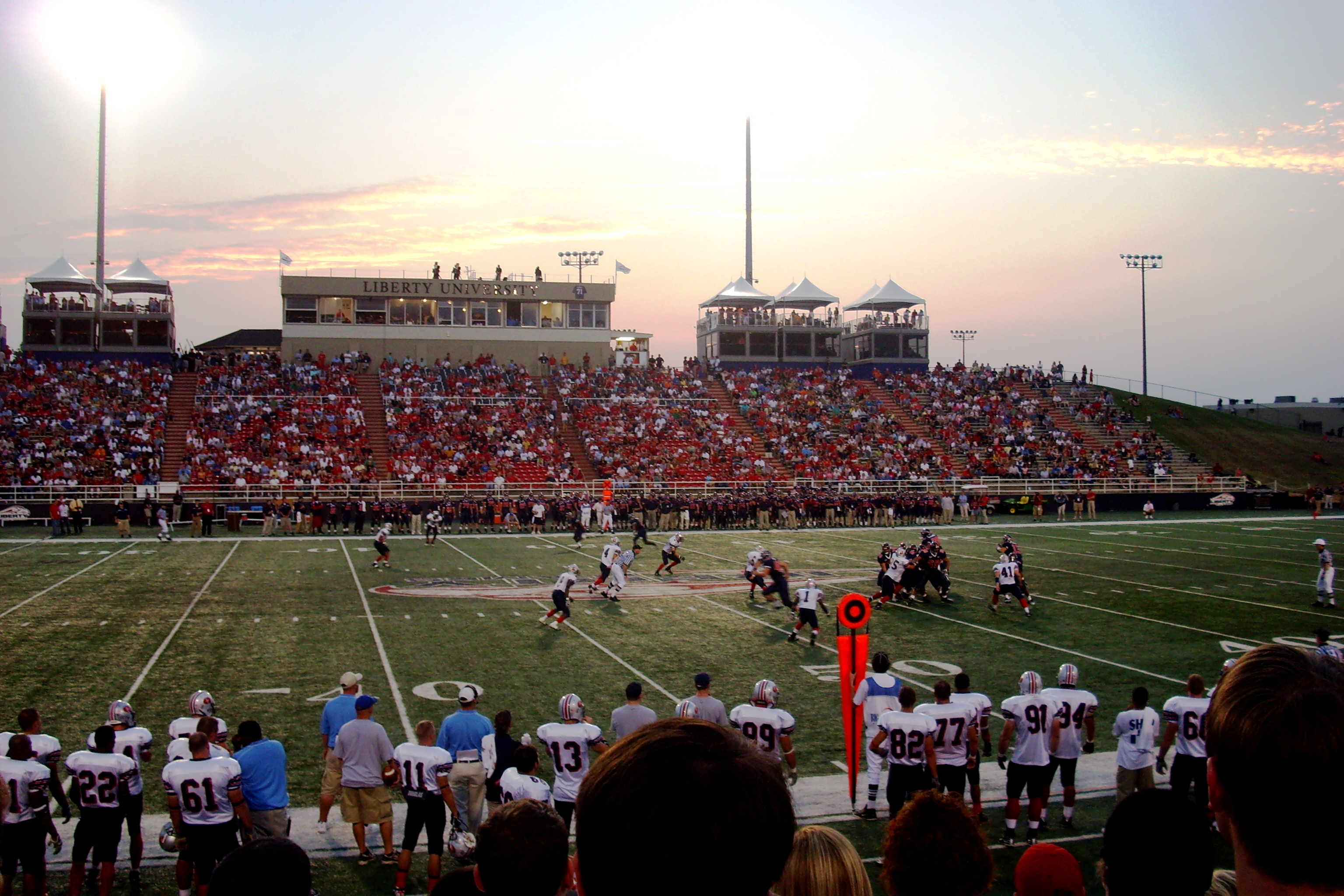
リバティ大学ウィリアムズ・スタジアム

リバティ大学のスポーツチームはNCAAディビジョンIに所属しており、男子チームがリバティ・フレームス、女子チームがリバティ・レディーフレームスとして知られている。

### アメリカンフットボール
1889年10月21日まで、同大学のアメフトチームはリンチバーグ・シティ・スタジアムを使用していたが、その後は大学内のウィリアムズ・スタジアムを使用している。同スタジアムのこけら落とし試合では、12,750人のファンの前に勝利した。最近の改装工事によって収容人数が1万2千人から19,200人に増加、メディアエリアなどが設置された。

### バスケットボール
キャンパス内にあるヴァインズ・センターがホームコートで、9,547人収容。卒業生の中にはNBAのプロバスケットボール選手となった者も存在する。
2019年にはASUN男子バスケットボールトーナメントで優勝を果たし、NCAA男子バスケットボールトーナメントへの出場権を得た。そして、過去最高の東地区第12シードとなった。そして、ミシシッピ州立大学との対戦を80対76で勝利し、大会初勝利を果たした。

### 野球
リバティスタジアムは2013年6月に完成した同大学野球チームのホームスタジアムである。2015年にスタジアム・ジャーニーが実施した、訪れるべき大学野球スタジアムランキングで4位を獲得した。スタジアムには、椅子席2,500に加え、ロッカールーム、バッティング施設、ジム、チームルーム、プレスルームなどが設置されている。同大学は過去に複数名メジャーリーガーを輩出している。

### アイスホッケー
男子、女子それぞれチームがある。男子チームの発足は1985年。現在では、オクラホマ大学やペンシルベニア州立大学などと対戦ができるようになった。2006年には、3,000席を備えるホームコート「ラヘイ・アイス・センター」がティム・ラヘイの寄贈によって開設された。また、同年にはバージニア州唯一のアメリカ大学ホッケー協会ディビジョンIに所属するチームとなった。

## 財政・マーケティング・採用

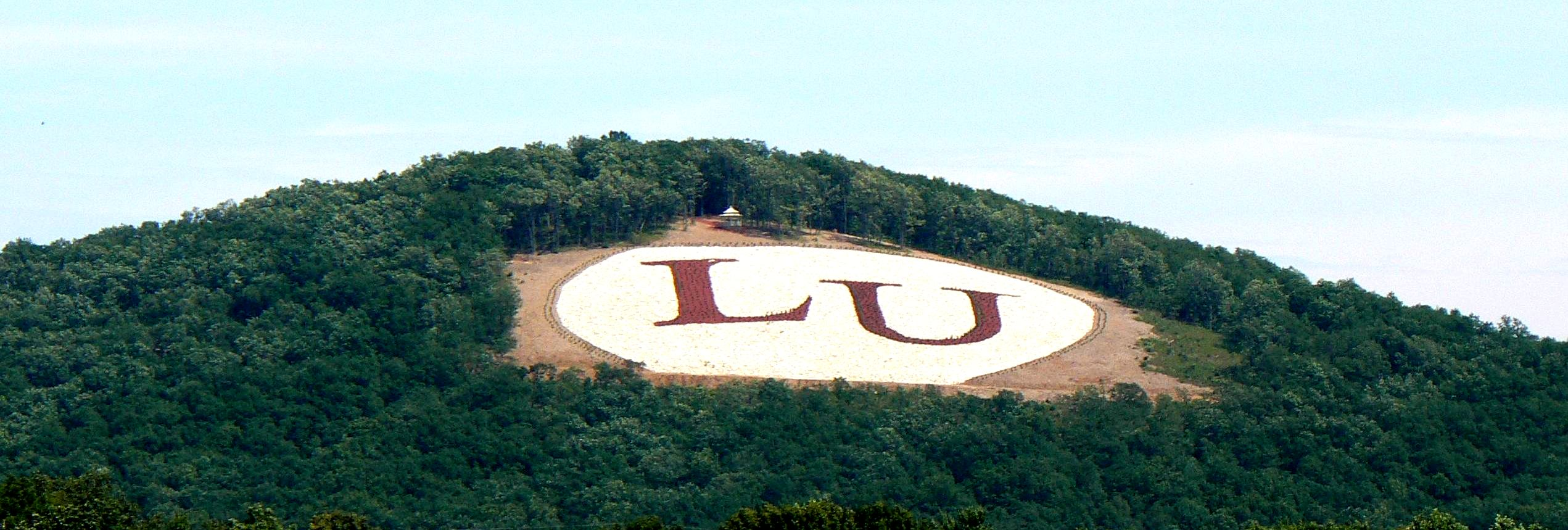
キャンパス近郊にあるキャンドラー山に設置されたリバティ大学のイニシャル

2012年5月、リバティ大学理事長兼学長のフェリー・フェルエル・ジュニアは大学の純資産が10億米ドルあり、これはオンライン学習プログラムの成功と施設拡張に起因すると述べた 。
2010年12月に大学は1億2,000万ドルの施設用大学債を発行した。さらに、2012年にも1億ドルの大学債を発行している。これは、2億2,520万ドル規模の5カ年キャンパス整備計画に利用する予定である。これらの大学債はリバティ大学キャンパス更新計画のために利用される予定であり、これによって学術棟や学生寮、図書館の新設、医学部の開設が行われる予定である。これらの大学債は2013年にS&PからAA、ムーディーズからAa3の評価を受けている。
2017年3月、ファルエル・ジュニアは大学への寄付が10億ドル、総資産が20億ドルをそれぞれ超えたことを発表した。教育省はリバティ大学が「完璧」な財政状態であると評価した。
2019年、ファルエル・ジュニアが大学を私物化していると批判を受けた。これに対しファルエル・ジュニアは、FBIが「犯罪的陰謀」で捜査をし、彼の名声を損なうことで利益を受ける者が誰か探していると反論した。

## 政治との関わり

### 影響
リバティ大学は「共和党の独壇場」「共和党候補者の聖地」と言われている。ワシントン・ポストによると、この大学が「宗教右派の牙城」であるが故に、共和党候補者はその意見を無視できない。例えば、ロナルド・レーガンはその任期当初、同大学との親密さを報道されていた。さらに、リバティ大学の卒業式では1990年に第41代大統領ジョージ・H・W・ブッシュ、1996年に連邦最高裁判所陪席判事クラレンス・トーマスが講演をしている。
また、ロナルド・レーガン、ジョージ・W・ブッシュ、ミット・ロムニー、ニュート・ギングリッチ、ジェブ・ブッシュ、ボビー・ジンダル、ジョン・マケインなど著名な共和党指導者が大学を訪れている。また、2016年大統領選挙の際にはリバタリアン党指名候補のゲーリー・E・ジョンソンも演説をした。また、2017年にはドナルド・トランプが、2019年には副大統領マイク・ペンスが卒業式で講演をした。また、CPAC2019の際には遠隔会場として利用され、保守派の著名人が大学で講演した。
2009年、リバティ大学は学内民主党学生部の公認を取りやめた。これについて大学事務局は、民主党学生部が大学のキリスト教保守主義に反する勢力の拠点となっているからだとしている。この学生部では、エドワード・ケネディ、バーニー・サンダース、ジェシー・ジャクソンらが講演をしていた。一方で、2018年には第39代大統領ジミー・カーターが卒業式で講演をしている。なお、バラク・オバマ、ジョー・バイデンそしてヒラリー・クリントンらは大学からの講演依頼を拒否した。

### 拳銃携行推奨発言（2015年）
2015年12月5日に行われた大学表彰式における演説において、学長ジェリー・ファルエル・ジュニアは学生組織に対して拳銃携行許可の取得を勧める旨の発言をした。ファルエルは直前の12月2日に発生したサンバーナーディーノ銃乱射事件について議論する中で、「もし良識のある人々がより多く拳銃携行許可を有していれば、我々はそのようなイスラム教徒が入ってくる前に事態を収束させられる。」と述べた。しかし、この発言はテロリズムよりもイスラム教を攻撃しているとして激しい非難にあった。また、州知事もこの発言について遺憾の意を表明した。その後、ファルエルは自身の発言は銃乱射事件におけるイスラム教徒の犯人に対してであってイスラム教徒全体を指して言った訳ではないと釈明した。

### ドナルド・トランプとの繋がり
キリスト教の価値を無視していると批判されているドナルド・トランプに対し、学長ジェリー・ファルエル・ジュニアは批判をしていない。このトランプ支持については選挙期間中から問題となっており、一定数の学生が大学とトランプのつながりに抗議し、学長ジェリー・ファルエル・ジュニアに対しても批判していた。また、ファルエル陣営のチーフであったマーク・デモスも大学とトランプとの関係が緊密すぎることを批判し、評議員会を辞任した。また、卒業生のジョナサン・メリットも講演を依頼されていたが、大学を批判した後に招聘を取り消された。また、大学とトランプの関係について繰り返し批判していた作家のジョナサン・マーティンも大学から除籍された。
2016年には、大学新聞の意見欄がファルエルに検閲され、ドナルド・トランプに対する批判は削除されていたと学生編集者が証言。そのコラムはトランプのわいせつ発言テープが公開された後のコラムであった。さらに、トランプに関する記事が教員によって削除されたことも報告されている。2018年、2名の学生編集者がトランプを批判する記事を書いて解雇され、うち1名は1セメスターあたり3,000ドルの奨学金を取り消された。2019年には、「教育における個人の権利財団」が発表するランキングにおいて学生新聞への検閲に言及され、リバティ大学は言論の自由において最悪の大学であると評価された。
トランプは、2012年と16年の2回にわたりリバティ大学表彰式で講演をしている。さらに、2017年には大統領として卒業式で講演し、名誉法学博士号を授与された。ジェリー・ファルエル・ジュニアはトランプについて「彼は中東においてキリスト教徒を迫害する人々を爆撃している。」と述べ、トランプはそれに対し「彼は言葉通りの人だ。」と返した。
また、死者3名、負傷者33名を出した2017年のユナイト・ザ・ライト・ラリーに対して「双方に責任がある。」としたトランプの発言に対して学生が抗議。これに対し、ファルエルはトランプの発言後に彼を「非常に誇らしい」と述べ、「勇気のある」発言だと評した。これに対しては、複数名の学生がリバティ大学に学位を返還。トランプの発言を否定することを要求した。学生たちはトランプの発言が「リバティ大学の価値観にもクリスチャンの見識にも反する」と主張した。
一方で2018年には複数名の学生がワシントンD.C.へ赴き、ドナルド・トランプ大統領が指名した連邦最高裁判所陪席判事候補ブレット・カバノーを支援した。
さらに、大統領夫人メラニアが大学で講演した際にはスタンディング・オベーションを行った。
2018年春には、大学のザキ・ゴードン映画芸術センターが「トランプの預言The Trump Prophecy」という映画を制作。これは、「ドナルド・トランプがいつか大統領になる」ことを2011年に神が啓示したと言う、フロリダ州に住むある元消防士に焦点を当てた映画であり、2018年10月に限定公開された。

## 大学関係者

### 創設者・教員
- ジェリー・ファルエル - 創設者、初代学長

### 出身者
- シド・ブリーム - 元プロ野球選手、ハッチ賞（1990年）
- ロッド・デルモニコ - 野球オランダ代表監督